# Boumourt
Boumourt település Franciaországban, Pyrénées-Atlantiques megyében. Lakosainak száma 156 fő (2022. január 1.). Boumourt Arnos, Casteide-Cami, Cescau, Mazerolles és Uzan községekkel határos.

## Népesség
A település népességének változása:
| Lakosok száma | 145  | 150  | 156  | 158  | 160  | 165  | 167  | 162  | 156  |
|               | 2013 | 2015 | 2016 | 2017 | 2018 | 2019 | 2020 | 2021 | 2022 |